# Karl von Schenk (General)
Karl Heinrich Albin Schenk, seit 1881 von Schenk (* 24. Juni 1830 in Obertopfstedt; † 9. Juli 1890 in Bad Honnef) war ein preußischer Generalmajor.

## Leben

### Herkunft
Seine Eltern waren Heinrich Christian Schenk († 1876) und dessen Ehefrau Sophie, geborene Nobbe († 1842), Erbin des Gutes Obertopfstedt.

### Werdegang
Schenk besuchte zunächst das Gymnasium in Nordhausen und das Pädagogium in Halle. Nach seinem Abschluss trat er am 19. August 1852 als Kürassier in das 4. Kürassier-Regiment der Preußischen Armee ein und avancierte bis Mitte November 1853 zum Sekondeleutnant. Er schied am 16. Dezember 1855 aus dem aktiven Dienst und wurde am 10. April 1856 in die Kavallerie des I. Aufgebots im I. Bataillon des 13. Landwehr-Regiments versetzt. Vom 6. August bis zum 28. September 1856 wurde er nochmal eingezogen.
Mit Patent vom 12. November 1856 trat Schenk am 17. Mai 1859 im 6. Ulanen-Regiment wieder in ein aktives Dienstverhältnis. Am 10. Juli 1859 wurde sein Patent auf den 7. Januar 1854 datiert. Er wurde am 23. März 1861 als Adjutant der 7. Kavallerie-Brigade kommandiert und Mitte August 1862 unter Belassung in diesem Kommando in das 2. Pommersche Ulanen-Regiment Nr. 9 versetzt. Er stieg am 9. Juni 1863 zum Premierleutnant auf und kehrte am 11. Februar 1865 in den Truppendienst zurück.
Während der Mobilmachung anlässlich des Krieges gegen Österreich war Schenk vom 9. Mai bis zum 12. Oktober 1866 Führer der mobilen 4. Eskadron im Pommerschen Ulanen-Regiment Nr. 9, die er in den Schlachten bei Soor, Münchengrätz und Königgrätz sowie bei Preßburg führte. Am 30. Oktober 1866 wurde er Rittmeister und Eskadronchef sowie am 12. April 1870 als Adjutant der 8. Division kommandiert. Während des Krieges gegen Frankreich erwarb Schenk bei Beaumont das Eiserne Kreuz II. Klasse. Ferner kämpfte er bei Sedan, vor Paris sowie bei Perrefitte und Magny le Petit.
Nach dem Krieg wurde er am 17. Mai 1873 zum Major befördert und am 26. Juni 1875 als etatsmäßiger Stabsoffizier in das Rheinische Dragoner-Regiment Nr. 5 versetzt. Daran schloss sich in gleicher Eigenschaft vom 9. Juli 1878 bis zum 12. März 1880 eine Verwendung im 1. Garde-Ulanen-Regiment an. Anschließend beauftragte man ihn unter Stellung à la suite zunächst mit der Führung des Rheinischen Kürassier-Regiments Nr. 8 und nach seiner Beförderung zum Oberstleutnant erfolgte am 9. November 1880 die Ernennung zum Regimentskommandeur.
Kaiser Wilhelm I. erhob Schenk am 10. November 1881 in den erblichen preußischen Adelsstand. Am 12. Februar 1884 zum Oberst befördert, wurde er am 18. September 1886 mit dem Kronen-Orden II. Klasse ausgezeichnet. Krankheitsbedingt wurde er am 8. März 1887 unter Belassung seiner bisherigen Uniform mit dem Rang und Gebührnissen eines Brigadekommandeurs zu den Offizieren von der Armee versetzt. Am 17. März 1887 bekam er drei Monate Urlaub zur Wiederherstellung seiner Gesundheit, dieser wurde am 21. Juni 1887 nochmals bei vollem Gehalt verlängert. Da keine Besserung seines Gesundheitszustandes eintrat, reichte Schenk seinen Abschied ein und wurde am 14. Juni 1888 unter Verleihung des Charakters als Generalmajor mit Pension zur Disposition gestellt. Er starb am 9. Juli 1890 in Bad Honnef.
Seine Auszeit von 1855 bis 1859 nutzt Schenk, um sich weiter zu bilden. Er reiste bis nach Nordafrika, lernte französisch, englisch und italienisch. Sein Regimentskommandeur Oberstleutnant von der Goltz schrieb in seiner Beurteilung von 1861 über ihn: Lieutenant Schenk ist ein in hohem Grade zuverlässiger, außerordentlich brauchbarer und sehr gewandter Offizier, dessen reges Streben sich für seinen Beruf immer weiter auszubilden, durch glückliche Anlagen in erfreulicher Weise unterstützt wird. Derselbe hat mit entschiedenem Nutzen Reisen in Frankreich, Spanien, Italien und dem nördlichen Afrika gemacht und ist hierbei bemüht gewesen, die Einrichtungen fremder Armeen kennen zu lernen. Der genannte Offizier ist der franz. Sprache ganz mächtig, besitzt auch einige Kenntnisse der ital. und engl. Sprache. Da nun Lieutenant Schenk ferner bei jeder Gelegenheit ein feines taktvolles Benehmen zeigt, so halt ich denselben für eine Adjutantenstelle bei höherem Truppenkommandos vorzugsweise qualifiziert. Lieutenant Schenk befindet sich in einer sehr günstigen Vermögenslage.

### Familie
Schenk heiratete am 20. Mai 1865 in Magdeburg Editha Nathusius (1847–1911), eine Tochter des Heinrich Moritz Nathusius (1815–1886). Das Paar hatte mehrere Kinder:
- Albin (* 1866), Kaufmann ⚭ 1898 Christa Marwede (* 1878)
- Editha (* 1870) ⚭ 1894 Kurt von Westernhagen (1866–1910), preußischer Rittmeister[3]
- Benno (* 1872), preußischer Oberstleutnant